# رودخانه چونگچون
چونگچون، رودخانه‌ای در کره شمالی است که از کوه‌های رانگریم در استان چاگانگ سرچشمه می‌گیرد و در سینانجو به دریای زرد می‌ریزد. این رودخانه از کنار میوهیانگ-سان و از میان شهر آنجو، استان پیونگان جنوبی، می‌گذرد. طول کل آن ۲۱۷ کیلومتر (۱۳۵ مایل) است و حوضه‌ای با ۹٬۵۵۳ کیلومتر مربع (۳٬۶۸۸ مایل مربع) را زهکشی می‌کند.